# Podhoroď
Podhoroď est un village de Slovaquie situé dans la région de Košice.

## Histoire
Première mention écrite du village en 1406.

## Démographie

### Évolution de la population
| Année:               | 1994. | 2004.    | 2014.   | 2024.    |
| -------------------- | ----- | -------- | ------- | -------- |
| Nombre de personnes: | 443   | 391      | 374     | 320      |
| Différence:          |       | -11,73 % | -4,34 % | -14,43 % |

| Année:               | 2023. | 2024.   |
| -------------------- | ----- | ------- |
| Nombre de personnes: | 315   | 320     |
| Différence:          |       | +1,58 % |

## Politique
| Nom       | Parti politique         | Date de l'élection | Fin du mandat |
| --------- | ----------------------- | ------------------ | ------------- |
| Emil Osif | ĽS-HZDS,SNS,KDH,SDKÚ-DS | 02.12.2006         | Déc. 2010     |